# Barclays
Barclays é um banco Britânico multinacional com sede em Londres. É um banco universal com operações em varejo, atacado, investimentos, gerenciamento de investimentos, crédito hipotecário e cartões de crédito. Têm suas operações em mais de 50 países e mais de 48 milhões de clientes.

## Em Portugal
Em 2014, o Barclays Bank tinha em Portugal uma rede de 147 balcões e perto de 1600 trabalhadores.

### Venda
Em setembro de 2015 o Barclays vendeu os seus negócios em Portugal ao espanhol Bankinter, incluindo a unidade banca de retalho por 86 milhões de euros.
O Barclays manteve os negócios de Barclaycard (cartões de crédito), da banca de investimento e dos clientes multinacionais de banca para empresa, que não fazem parte desta alienação.
Na altura da venda, o Barclays tinha cerca de 1.000 funcionários entre banca e seguros e 84 agências, que passaram para o novo dono, o Bankinter.
A operação foi sujeita a aprovação dos reguladores e o Barclays concretizou o negócio no primeiro trimestre de 2016.
Conta agora com 17 Balcões de atendimento em Moçambique, sendo que 4 destes são de grande dimensão que arrecadam vários lucros.